# Las Mil y Una
Las Mil y Una ist ein argentinisch-deutscher Spielfilm unter der Regie von Clarisa Navas, die auch das Drehbuch verfasste. Der Debütfilm hatte im Februar 2020 auf der Berlinale seine Weltpremiere und lief dort als Eröffnungsfilm der Sektion Panorama.

## Handlung
In diesem Coming-of-Age-Film spielen Frauen die Hauptrollen.
In einer heruntergekommenen Siedlung trifft Iris, eine junge Frau mit einer harten Vergangenheit, Renata. Sie fühlt sich zu ihr hingezogen und erlebt Freundschaft und erste Liebe in einem feindseligen Umfeld.

## Produktion
Clarisa Navas verfasste das Drehbuch und führte Regie. Las Mil y Una ist ihr zweiter Spielfilm. In wichtigen Rollen sind Sofia Cabrera, Ana Carolina García, Mauricio Vila und Luis Molina zu sehen.
Die Produktion lag in den Händen von Lucía Chávarri und Diego Dubcovsky und den Produktionsfirmen Varsovia Films (Buenos Aires) und Autentika Films (Tübingen). Es handelt sich somit um eine argentinisch-deutsche Koproduktion.
Für den Vertrieb ist die Pluto Film Distribution Network GmbH zuständig.
2018 wurde das Filmvorhaben beim Festival Internacional de Cine de San Sebastián im Rahmen des 7. Forums zu europäisch-lateinamerikanischen Koproduktionen vorgestellt. Gefördert wurde der Film 2019 mit 30.000 Euro vom World Cinema Fund der Berlinale. Das Projekt wurde im Dezember 2019 auch auf das Tallinn Black Nights Film Festival zur Pitching Session der Industry@Tallinn International Works in Progress eingeladen.

## Titel
Der Originaltitel lautet Las Mil y Una, international wird Las Mil y Una (One in a Thousand) oder auch nur One in a Thousand verwendet.

## Auszeichnungen
Der Film kandidierte für den Panorama Publikumspreis Berlinale 2020.